# Перелом ключицы
Перелом ключицы — патологическое состояние, проявляющееся нарушением анатомической целостности ключицы. Чаще всего переломы происходят в средней трети на границе наружной и средней третей ключицы, на наиболее изогнутой и истончённой её части. Наиболее часто встречающиеся — косые и оскольчатые.

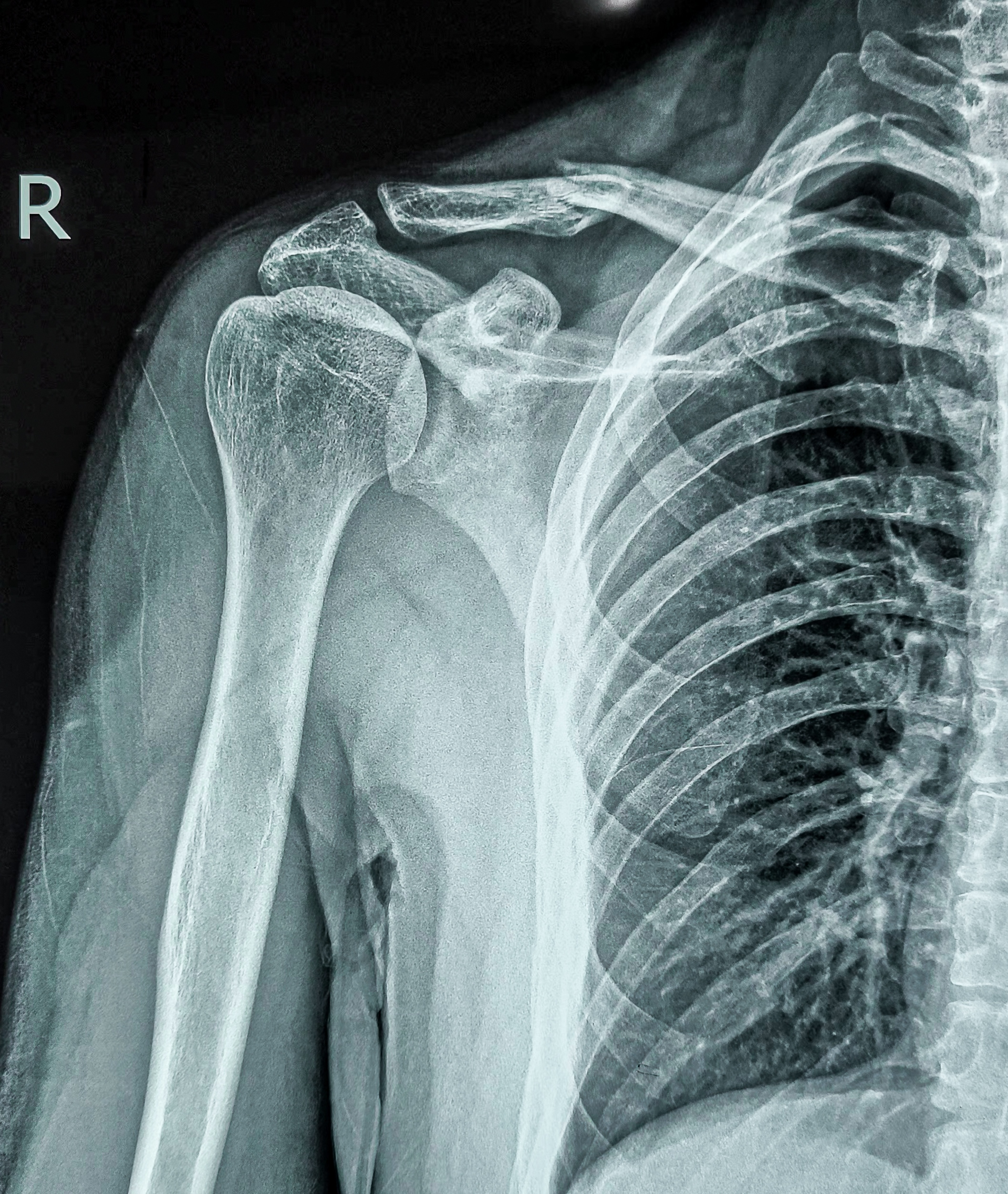
Перелом ключицы

## Эпидемиология
Составляет 2,6-12 % от всего числа переломов, 44-66 % переломов плечевого пояса. В 80 % случаев перелом происходит в средней трети, 15% — перелом акромиального конца ключицы, 5 % — стернального (грудинного).

## Причины
Наиболее частыми причинами являются падение на боковую поверхность плеча, на вытянутую руку, прямой удар в область ключицы, родовая травма. Очень редки вторичные переломы ключицы из-за мышечного сокращения, вызванного судорогами.

## Клиника
Переломы средней трети ключицы распространенная травма, составляющая от 2 до 5% всех переломов, от 35 до 45% повреждений верхних конечностей. Согласно результатам различных биомеханических исследований, средняя треть —наиболее слабое место ключицы, с чем связана высокая частота переломов этой локализации.
Локальная болезненность, припухлость, деформация, кровоизлияние и укорочение надплечья, плечо опущено и смещено кпереди. Периферический отломок вместе с верхней конечностью под влиянием её тяжести и сокращения большой грудной и подключичной мышцы смещается вниз, вперёд и внутрь. Центральный отломок под воздействием грудино-ключичной мышцы смещается кверху и сзади. Отломки сближаются и заходят один на другой.
Повреждение сосудисто-нервного пучка и купола плевры при закрытых переломах ключицы возможно, но наблюдается очень редко.
Больной удерживает здоровой рукой предплечье и локоть повреждённой конечности, прижимая её к туловищу. движения в плечевом суставе ограничены из-за боли. При пальпации места перелома может определяться патологическая подвижность и крепитация отломков.

## Диагностика
Выполняется рентген в прямой и боковой проекциях.

## Лечение
Консервативное:
- кольца Дельбе,
- восьмиобразная повязка,
- повязки по Вайнштейну, Каплану, Воронкевичу.
- повязка Дезо.

Консервативные методы лечения применяются у большинства пациентов с простыми переломами ключицы и до настоящего времени являются основными. Оперативное вмешательство часто приводит к образованию рубцов и псевдоартрозов, которые достаточно редки после консервативного лечения. Однако при консервативном методе лечения удержать отломки в анатомически правильном положении далеко не всегда удается, используя лишь внешнюю иммобилизацию фиксирующими повязками. Фиксирующие свойства мягких повязок ограничены в силу постоянной экскурсии грудной клетки, движений головы, лопатки и т.д., в результате чего удержание отломков ключицы становится невозможным, что неизбежно приводит к смещению фрагментов.
Оперативное лечение:
- накостный остеосинтез пластинами,
- внутрикостный остеосинтез спицами, стержнем,
- внешняя фиксация аппаратами.

Оперативные методы лечения чаще применяются при наличии сложных переломов ключицы, часто сопровождаемые повреждениями других локализаций.

## Прогноз
Условно благоприятный, при адекватном лечении происходит полное восстановление анатомической целостности кости, трудоспособность восстанавливается полностью.